# Phlegopsis borbae
A Phlegopsis borbae a madarak osztályának verébalakúak (Passeriformes) rendjébe és a hangyászmadárfélék (Thamnophilidae) családjába tartozó faj.

## Rendszerezése
A fajt Carl Edward Hellmayr osztrák ornitológus írta le 1907-ben. Sorolták a Skutchia nembe Skutchia borbae néven is.

## Előfordulása
Brazília területén honos. A természetes élőhelye a szubtrópusi vagy trópusi síkvidéki esőerdők. Állandó, nem vonuló faj.

## Megjelenése
Testhossza 16,5–17,5 centiméter, testtömege 50 gramm.

## Életmódja
Főleg ízeltlábúakkal táplálkozik, de  vándorhangyák által felzavart más élőlényeket is fogyaszt.

## Természetvédelmi helyzete
Az elterjedési területe elég nagy, egyedszáma viszont csökken, de még nem éri el a kritikus szintet. A Természetvédelmi Világszövetség Vörös listáján nem fenyegetett fajként szerepel.

## Külső hivatkozások
- Ibc.lynxeds.com - videó a fajról
- Xeno-canto.org - a faj hangja és elterjedési területe